# Sansón Agonista

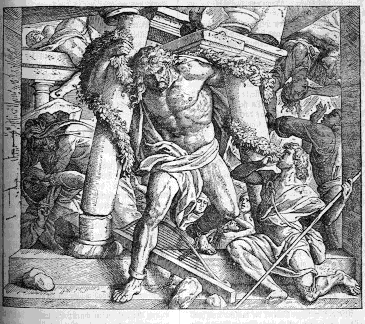
Un grabado de Sansón destruyendo el templo, de una Biblia alemana de 1882

Sansón Agonista (en inglés, Samson Agonistes, del griego Σαμσών ἀγωνιστής, "Sansón el campeón") es un drama de armario trágico de John Milton. Fue publicado por primera vez junto con El paraíso recobrado de Milton en 1671, como se lee en la portada de ese volumen: "Paraíso recobrado / Un poema / En IV libros / Al que se añade / Sansón Agonista". En general, se piensa que Sansón Agonista se empezó a escribir casi al mismo tiempo que el Paraíso Recobrado, pero que se terminó de escribir después de la obra más extensa, posiblemente muy cerca de la fecha de publicación, si bien no hay certeza.

## Contexto

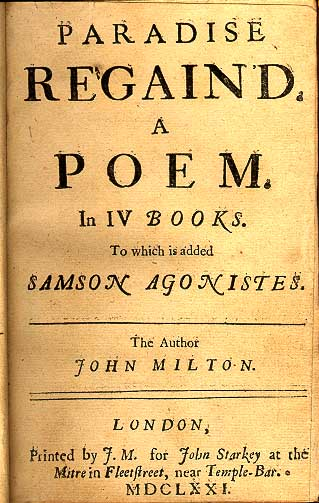
Portada del Paraíso Recobrado (1671), la primera publicación del Samson Agonistes.

Milton comenzó a planear varios argumentos para tragedias en un cuaderno creado en la década de 1640. Muchas de estas ideas tenían que ver con el tema de Sansón, y les puso títulos tales como Samson pursophorus o Hybristes ("Sansón el instigador o Sansón el violento"), Sansón casándose o en Ramath Lechi, y Dagonalia (los ritos impíos en los que Sansón llevó a cabo su vindicación de Dios). El título que eligió (Agonistes, del griego ἀγωνιστής, "campeón") pone el énfasis en Sansón como guerrero o atleta, y la obra fue incluida en El paraíso recobrado, que John Starkey imprimió el 29 de mayo de 1671. No hay certeza respecto a cuándo se creó la obra, lo que abre la posibilidad de que se tratara de una obra temprana que se llenó con las ideas de Milton sobre la Guerra Civil Inglesa o que fuera una obra posterior que incorporaba su desesperación por la Restauración. La evidencia a favor de la datación temprana se basa en sus trabajos tempranos y su creencia en la revolución, mientras que la evidencia a favor de una datación posterior conecta la obra con sus obras posteriores, como El paraíso perdido, así como con comentarios en los que reflexiona sobre la caída de la Mancomunidad. En 1671, la obra fue impresa con una nueva página de título y su obra tuvo como prefacio una discusión sobre la tragedia griega y la Poética de Aristóteles.
En la portada, Milton describe la pieza como un "poema dramático" en vez de una obra de teatro. No deseaba que se representara en el escenario, pero pensó que el texto podía con todo influir en las personas. Esperaba que al combinar a Sansón con los rasgos de otras figuras bíblicas, incluidos los de Job o el salmista, podía encontrar al héroe perfecto que pudiera lidiar con asuntos teológicos complejos. Al escribir el poema y escoger al personaje de Sansón como su héroe, Milton también estaba ilustrando su propia ceguera, que le afligió al final de su vida.

## Obra

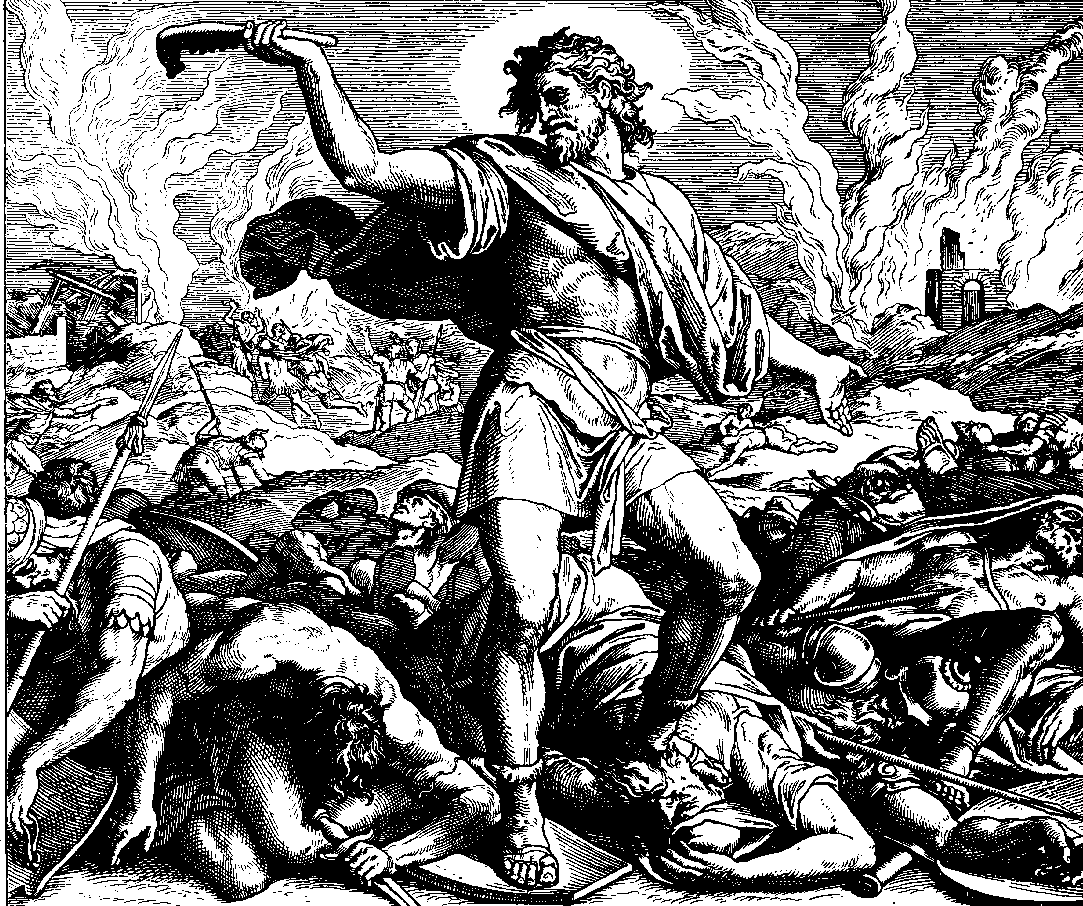
Sansón mata a 1.000 filisteos, xilografía de 1860 de Julius Schnorr von Karolsfeld

Samson Agonistes se basa en la historia de Sansón del Antiguo Testamento, Jueces 13–16; es, de hecho, una dramatización de la historia que empieza en Jueces 16:23. La obra inicia in medias res. Sansón ha sido capturado por los filisteos, le han cortado el cabello, donde reside su fuerza, y le han sacado los ojos. Sansón está "ciego entre enemigos, Oh, peor que cadenas" (línea 66).
Cerca del comienzo de la obra, Sansón se humilla ante Dios, admitiendo que su poder no le pertenece: "Dios, cuando me dio fuerzas, para mostrar sin embargo/ Cuán leve era el regalo, me lo colgó en el pelo." (líneas 58 -9)
El Coro discute los orígenes de Sansón y describe sus varios logros militares:
Corrió hacia ejércitos en batalla vestidos de hierro,
y, desarmado él mismo,
hizo ridículas las armas, inútil la forja
de escudo y lanza de bronce, la repujada coraza,
de acero templado de Cálibe y la cota de malla
a prueba de adamante;
. . .
Entonces, con cualquier arma trivial que llegase a su mano,
La quijada de un asno muerto, su espada de hueso,
Mil prepucios cayeron
(líneas 129-134, 142-4)
Aunque es grandioso, el Coro señala que, por su ceguera (real y metafóricamente), es prisionero:
Te has convertido (¡Oh, peor prisión! )
En la Mazmorra de ti mismo; tu alma
(de la que quienes ven suelen quejarse sin motivo)
Encarcelada ahora ciertamente,
En la oscuridad real del cuerpo habita,
Aislada de la luz exterior
Para unirse a la noche sombría
Pues la luz interior, ay,
No vierte un haz visible
(líneas 155-163)

Sansón revela cómo, a causa de su deseo por Dalila, perdió su poder y, cómo a través de esta acción, traicionó a Dios:
Cedí, y le abrí todo mi corazón,Cualquiera con una pizca de hombría bien resueltaFácilmente podría haberse sacudido de todas sus celadas:Pero la inmunda afeminación me atrapó en su yugoSu esclavo completo. ¡Oh, indignidad, oh manchaAl honor y a la religión! ¡Mente servilcon castigo servil bien recompensada!(líneas 407–413)
Sin embargo, su estado es más que solamente suyo, y representa una metáfora sobre el sufrimiento del pueblo escogido de Dios, cuando Sansón afirma:
O a los injustos tribunales, en tiempos de mudanza,
Y condena de la multitud ingrata.
Y si escapan de estos, quizás en la pobreza
con enfermedad y dolencias los doblegas,
(líneas 695-698)
Cuando Sansón rechaza las súplicas de Dalila, ella le pide a Sansón "déjame al menos acercarme y tocar tu mano" (línea 951), y Sansón responde: "No lo hagas, por tu vida, no suceda que el furioso recuerdo soliviante / mi repentina rabia y te destroce" (líneas 952-3). Le muestra a Dalila cómo procedr para no molestarlo: “De lejos te perdono, marcha así;” (línea 954). El Coro, poco después, se queja de la naturaleza de las mujeres y lo engañosas que son:
Mas sea como fuere, a los mejores hombres y más sabios
primero les parece celestial bajo virginal velo,
suave, modesta, humilde, recatada,
pero al juntarse muestra lo contrario, una espina
intestina, que se interna más allá de lo que defienda el brazo,
un daño que lo aleja, en su camino a la virtud
adversa y turbulenta, o con sus encantos
lo arrastra torcido y esclavizado
con chochez, y privado de cordura
a disparates y acciones vergonzosas que terminan en ruina.
(líneas 1034–1043)
Harafa señala que Sansón es
... no ya adversario digno
de atacar con coraje, ni por la espada
de un noble guerrero  . . .
sino a ser derrotado por la navaja de un barbero
(líneas 1164-7)

Describe, eso sí, los logros pasados de Sansón cuando dice "eres famoso / De haber obrado tales maravillas con la mandíbula de un asno" (líneas 1094-5).
El Coro discute cómo Dios le otorga a ciertos individuos el poder de liberar a su pueblo de sus ataduras, especialmente a través de medios violentos:
Él a toda su munición
y hazañas de guerra derrota,
con grandeza heroica de espíritu
y celestial vigor armado;
desprecia sus arsenales y polvorines,
los vuelve inútiles, mientras
con rapidez alada,
veloz como un rayo ejecuta
su misión sobre los malvados, que sorprendidos
Pierden su defensa, distraídos y asombrados.
(líneas 1277–86)
Los últimos doscientos cincuenta versos describen el acto violento que realmente ha estado ocurriendo mientras se desarrolla la obra: a Sansón le es concedido el poder de destruir el templo y matar a todos los filisteos con sigo. Este evento, sin embargo, no tiene lugar en el escenario sino que es narrado a través de otros. Cuando se informa de la destrucción del templo, se hace hincapié en la muerte y no en la paz:
Manoa. Conozco vuestras mentes amistosas y ... ¡Oh, qué ruido!
Dios del cielo ¡qué espantoso ruido fue ese!
Horriblemente fuerte, no como aquel grito de antes.
Coro. ¿Ruido lo llamas, o quejido universal,
tal si toda la población muriera?
Sangre, muerte y acciones espantosas están en ese ruido,
Ruina, destrucción al punto más extremo.
Manoa. De ruina de verdad me pareció oír el ruido.
Oh, que continúa! ¡Han matado a mi hijo.
Coro. Más bien los mata él, ese clamor
no podría surgir de matar a un solo enemigo
Manoa. Ha de ser un accidente lúgubre;
¿Qué haremos, quedarnos aquí o correr a ver?
Coro. Es mejor estar juntos aquí, no sea que corriendo hacia allá
Sin darnos cuenta corramos justo hacia el peligro.
Este mal sobre los filisteos ha caído;
¿De quién más podría escucharse un grito general?
(líneas 1508-24)
Manoa describe el evento como "triste, pero sabrás que no es lo más triste a los israelitas / la desolación de una hostil ciudad." (líneas 1560-1).
Los versos finales describen una catarsis que parece imponerse al final de la obra:
Sus sirvientes él, habiendo ganado
verdadera experiencia de este gran evento
Con paz y consuelo ha despedido,
Y con mente tranquila, toda pasión ya consumida.
(líneas 1755-1758)

### Elenco
Las personas
- Sansón
- Manoa, el padre de Sansón
- Dalila, su esposa
- Harafa de Gat
- Oficial público
- Mensajero
- Coro de Danitas

## Temas

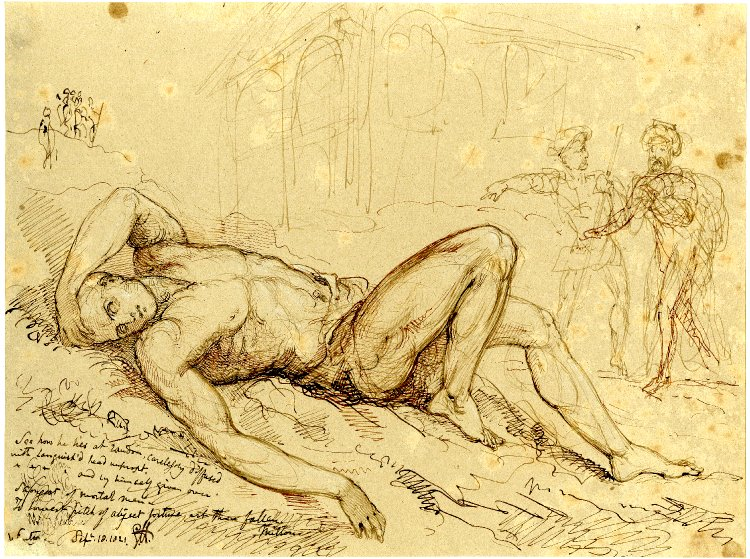
Sansón Agonista, boceto a pluma de George Hayter, 1821

El Sansón Agonista combina la tragedia griega con las escrituras sagradas hebreas, lo que altera ambas formas. Milton opinaba que la Biblia era mejor en sus formas clásicas que aquellas escritas por autores griegos y romanos. En la introducción, Milton discute la definición aristotélica de tragedia y establece una paráfrasis propia de ésta para conectarla con Sansón Agonista:
La tragedia, tal como se componía antiguamente, siempre se ha considerado el más grave, moral y provechoso de todos los poemas: por eso dijo Aristóteles que tiene el poder de suscitar piedad y temor, o terror, para purgar la mente de esas y otras pasiones parecidas, atemperándolas y reduciéndolas a su justa medida con una especie de placer, avivado por la lectura o visión de esas pasiones bien imitadas. No deja de hacer buena la naturaleza, en sus propios efectos, esta afirmación; pues también en la medicina las cosas de color y características melancólicas se emplean contra la melancolía, lo acre contra lo acre, la sal para eliminar los humores salinos.
Milton continúa, "Sobre el estilo y la uniformidad, y lo que habitualmente se denomina la trama, ya sea intrincada o explícita... los juzgarán mejor quienes no estén familiarizados con Esquilo, Sófocles y Eurípides, los tres poetas trágicos sin parangón a día de hoy, y la mejor regla para todos aquellos que se esfuercen en escribir tragedias".
Al apoyarse en las escrituras sagradas hebreas, Milton puede enfatizar una trama que cree es digna de discusión, a la vez que los elementos de la tragedia griega le permiten a Milton lidiar con problemas complejos por medio del uso de coros y mensajeros en vez de representarlos directamente, mientras suaviza los personajes hebreos. Esta fusión de dos formas altera a Sansón, que pasa de ser un bárbaro violentes a convertirse en un piadoso guerrero de Dios.

### Violencia
Los actos de violencia son un tema importante dentro del Sansón Agonista, en tanto la obra intenta tratar los temas de la venganza y la destrucción de los enemigos de Dios. Según Michael Lieb "la pieza es una obra de violencia en su esencia más profunda. Exalta la violencia. Aún más, se regocija en la violencia." John Coffey describe en términos más simples la acción dentro de la obra como "un acto espectacular de violencia y venganza santas." Asimismo, David Loewenstein señala  que "la destrucción y la venganza descritas en el Sansón Agonista, pues, dramatizan una suerte de terror religioso abrumador". Gordon Teskey habla de la trama de la obra cuando afirma "violencia delirante del héroe del Sansón Agonista, quien cancela la alucinación filistea de un mundo unido y armonioso." En el contexto de los desafíos que plantea el terrorismo suicida, Arata Takeda comenta sobre las implicaciones éticas que surgen de la "brutal masacre cometida en contra de civiles que asisten a una festividad religiosa" a manos de Sansón y el subsecuente "ensalzamiento lírico del asesinato en masa suicida."
La obra misma sugiere tal horror dentro de las acciones por medio de frases descriptivas, entre las que se encuentran "malas noticias" (verso 538), "este horrendo espectáculo" (verso 1542), "el sitio del horror" (verso 1550) y "el triste suceso"(verso 1551). Si bien Sansón es el héroe y causa la violencia, Elizabeth Sauer señala que "Milton le dedica casi el doble de versos a las reacciones del Coro en el desenlace que las que dedica a la descripción de la catástrofe que hace el Mensajero, con el objeto de quitarle importancia al espectáculo y la actuación y, en cambio, resaltar el drama interior a la vez que fomenta la interpretación activa de los eventos relatados”.

### Mujeres
La obra, al centrarse en la traición de Sansón a manos de su esposa, Dalila, brinda una representación negativa del amor y de sus efectos. Las mujeres, y el deseo masculino hacia las mujeres, son vinculados con la idolatría en contra Dios y con la idea de que no existe posibilidad de lo sagrado dentro de los lazos del amor conyugal. Sansón, quien es a la vez es un santo y desea a Dalila, se ve seducido a traicionar la fuente de la que provienen sus fuerzas y, de esta manera, traiciona a Dios. Se ve castrado, por medio de su ceguera, debido a sus deseos sexuales. El Coro, cuando Dalila intenta de nuevo seducir a Sansón, critica a las mujeres por engañosas.
El argumento de Sansón en contra Dalila se centra no solo en el rol apropiado para una mujer sino también en la superioridad de los hombres. Tal representación de Dalila, y de las mujeres en general, es similar a la que aparece en los tratados de Milton sobre el divorcio y, como señala y pregunta John Guillory, "difícilmente se necesita observar que el Sansón Agonista asume el sometimiento de las mujeres, una práctica a la que Milton le da su aprobación inequívoca. Pero, ¿existe algún sentido en el que tal práctica de sometimiento esté modificada por la forma contemporánea de las divisiones sexuales del trabajo?". Se espera que una esposa ayude a su marido, y se espera que el marido, independientemente del estatus de la mujer, tenga el estatus superior. Al culpar a Dalila, racionaliza sus propias acciones y se exonera de su propia culpa, un hecho similar al que intenta Adán en el Paraíso Perdido tras la caída. Sin embargo, Sansón se desarrolla a lo largo de la obra y Dalila revela que lo único que le preocupa es su propio estatus ante su pueblo. Esto coloca a Dalila en un rol diferente al de la Eva de Milton. En cambio, es una fuerza castradora y representa los errores pasados de Sansón.

### Religión
Sansón entra en desesperación al perder el favor de Dios en la forma de sus fuerzas. Al buscar una manera de volver a ser fiel a Dios y de servir su voluntad, Sansón es comparado con los no-conformistas tras la Restauración inglesa, quienes son víctimas de ataques y abusos simplemente porque, según su propia perspectiva, sirven a Dios de la manera correcta.

### La ceguera
A medida que Milton empezó a perder la vista, el tema de la ceguera se convierte en un tropo importante en el Sansón Agonista, y es visible también en El paraíso perdido (3.22-55) y su 19º soneto. Muchos académicos han escrito acerca del impacto de la ceguera progresiva de Milton en sus obras. Esta recurrencia del tema de la ceguera tuvo lugar después de que Milton abandonara temporalmente la poesía para ir a trabajar con Oliver Cromwell y con el gobierno de la Mancomunidad. Continuó en este servicio incluso a pesar de que le fallaba la vista y era consciente de que solo estaba acelerando su propia ceguera. Este punto correlaciona de manera significativa con la trama del Agonista: Milton describe a Sansón como "ciego en Gaza" (literalmente "sin ojos"), una frase que se ha convertido en el verso más citado del Agonista. El novelista Aldous Huxley lo utilizó como título de su novela Eyeless in Gaza, de 1936.
La ceguera de Sansón, con todo, no es exactamente análoga a la de Milton. En cambio, la ceguera de Sansón juega varios roles simbólicos. Uno de ellos es la correlación entre la ceguera interior y exterior de Sansón, el hecho de que crea que sus "impulsos íntimos" son mensajes divinos, si bien nunca recibe confirmación divina de esto en lo absoluto, a diferencia del resto de los personajes de Milton que son influenciados lo divino. La incapacidad de Sansón de ver que su vista interior no corresponde con la vista divina se manifiesta en su ceguera física. También tiene que ver con su ceguera hacia la razón, lo que lo lleva a actuar de manera apresurada, además del hecho de que se ve tan fácilmente engañado por Dalila, "cegado" por sus ardides femeninos. Algunos de los versos del coro en el Sansón Agonista van en rima, lo que sugiere un regreso a la "cadena de rimas", lo que a su vez refleja el encarcelamiento de Sansón.

## Representaciones
- El 14 de diciembre del 2008, la BBC Radio 3 transmitió una producción de la obra como parte de su conmemoración del aniversario 400 del nacimiento de Milton, adaptada para radio y dirigida por John Tydeman. Sansón fue interpretado por Iain Glen, Manoa por David de Keyser, Dalila por Samantha Bond, Harafa por Philip Madoc, empleado público por Matthew Morgan, el Mensajero por Michael Maloney y el Coro por Simon Treves y Sean Barrett.
- El oratorio Sansón de Handel está basado en el poema de Milton.
- El 20 de noviembre de 2011, la obra se representó como parte de la serie CripSlam en los Victory Gardens en Chicago y el 17 de noviembre de 2011 en la Universidad de Notre Dame. Fue dirigida por Todd Bauer, que es ciego, e interpretada por estudiantes de teatro de la Universidad de Notre Dame. https://web.archive.org/web/20120118153501/http://www.victorygardens.org/onstage/samson.php La obra fue editada y producida por Essaka Joshua .
- El 9 de octubre de 2017 en la Universidad de Alabama en Tuscaloosa, Alabama, y el 13 de octubre de 2017 en la Conferencia sobre John Milton en la Universidad de Alabama en Birmingham, Alabama, la obra fue interpretada por Improbable Fictions (un grupo que también realiza lecturas escénicas de Shakespeare, así como obras de otros autores importantes del Renacimiento inglés, como John Milton, y está patrocinado por el Programa Hudson Strode en Estudios del Renacimiento de la Universidad de Alabama). La obra fue dirigida por Nic Helms, y los actores incluyeron estudiantes de pregrado, estudiantes de posgrado y profesores de los departamentos de inglés y de teatro de la Universidad de Alabama, así como miembros de la comunidad teatral de Tuscaloosa.https://improbablefictions.org/tag/samson-agonistes/